# Srikanth Kidambi
Srikanth Kidambi (Guntur, 7 de febrero de 1993) es un deportista indio que compite en bádminton. Ganó una medalla de plata en el Campeonato Mundial de Bádminton de 2021 en la prueba individual.

## Palmarés internacional
| Campeonato Mundial | Campeonato Mundial | Campeonato Mundial | Campeonato Mundial |
| Año                | Lugar              | Medalla            | Prueba             |
| ------------------ | ------------------ | ------------------ | ------------------ |
| 2021               | Huelva (España)    | Medalla de plata   | Individual         |